# Statuslehre (Rhetorik)
Status oder auch constitutio sind die lateinischen Begriffe für die griechische stasis. Sie stammen aus der antiken juristischen Beredsamkeit und bedeuten so viel wie „das Aufstellen“, „die Stellung“ eines Kämpfenden.
Die Statuslehre ist das rhetorische System der in juristischen Fällen – meist Prozessreden – möglichen Fragestellungen. Dabei wird der juristische Ansatzpunkt untersucht, der die Ausgangsstellung für Anklage oder Verteidigung bildet, d. h. die Fragestellung, aus der sich das Ziel der Argumentation ergibt.
Begründer der Statuslehre war Hermagoras von Temnos (2. Jahrhundert v. Chr.). Er unterscheidet in seiner Schrift  Technai rhetorikai zwei große Gruppen von Untersuchungsgegenständen (quaestiones) und innerhalb dieser beiden Gruppen je vier Arten von Fragestellungen:
| - Fragen nach dem Tatbestand (quaestiones rationales/logikaí) | - Fragen nach der Interpretation von Gesetzen und anderen Schriftstücken (quaestiones legales/nomikaí) |
| 1. Klärung der Tatfrage (stochasmós, constitutio coniecturalis): Ist die Tat geschehen? Hat der Angeklagte die Tat wirklich getan? 2. Definition des Tatbestandes (hóros, constitutio definitiva): Was genau hat der Angeklagte eigentlich getan? (z. B. Mord oder Fahrlässigkeit) 3. Ethische Beurteilung der Tat (poiótes, constitutio generalis): Handelt es sich um Notwehr, Befehlszwang, Tyrannenmord? Gibt es mildernde Umstände? 4. Verfahrensfrage, Einwände gegen das Gericht (metálepsis, constitutio translativa): Ist das Verfahren überhaupt zulässig? Ist das Gericht zuständig? Ist der Richter befangen? | 1. Text u. Absicht (scriptum et voluntas): Wortlaut und Sinn eines Gesetzes sind umstritten. 2. Wettstreit gegensätzlicher Gesetze (contentio legum contrarium): Für den Fall kommen zwei oder mehr Gesetze in Frage. 3. Zweideutigkeit (ambiguitas): Der Wortlaut eines Gesetzes ist zweideutig. 4. Schluss (collectio): Dürfen beim Fehlen eines einschlägigen Gesetzes Schlussfolgerungen aus anderen Gesetzen gezogen werden? |

Lausberg übersetzt status „bildgerecht mit ‚Kampflage‘ zu Beginn der ‚actio‘“ (§ 115).
1. Die stärkste Position ist die Ablehnung der ersten Frage: „Ich war's nicht“, bzw. „Hier ist überhaupt niemand getötet worden.“
2. Die nächste Position gibt die Tat zu, bestreitet aber die Anwendbarkeit des Gesetzes auf den konkreten Fall. „Ich habe ihn getötet, aber es war kein Mord, es war ein Unfall.“
3. Die ehrenhafteste Verteidigung gibt ebenfalls die Tat zu, erklärt aber, sie sei zu Recht geschehen: „Ich habe ihn getötet, denn er wollte gerade in diesem Augenblick meine Familie umbringen.“
4. Die letzte und schwächste Verteidigung lässt die Frage nach der Tat offen, bestreitet aber die Zuständigkeit des Tribunals: „Wer von euch ohne Sünde ist, der werfe den ersten Stein!“ oder „Da könnten wir noch lange diskutieren und kämen doch zu keinem Ende.“

Der status kann sich im Verlauf einer Verhandlung ändern. Eine Verteidigung mit dem Argument der Rechtmäßigkeit (status tertius) kann vom Ankläger selbst in Frage gestellt werden („Das Opfer war ein harmloser Mitbürger“), wodurch der status primus eintritt und zunächst die neue Tatfrage zu klären ist.

## Geschichte
Die Schrift des Hermagoras wurde wegen ihrer übersichtlichen Anlage zur Grundlage des rhetorischen Unterrichts im republikanischen Rom. Hier übernahmen Cicero (106–43 v. Chr.) in De inventione und Quintilian (35–96 n. Chr.) in seiner Institutio oratoria die Lehre.
Hermogenes von Tarsos (2. Jahrhundert n. Chr.) und Zenon von Athen unterscheiden 13 status, die nicht mehr für die rednerische Praxis – das Forum hatte in der Kaiserzeit an Bedeutung verloren –, sondern ausschließlich für die fiktiven Streitfragen in den Hörsälen der Rhetorenschulen zugeschnitten waren. Sulpicius Victor (um 400 n. Chr.) aus Gallien bearbeitete das rhetorische Handbuch des Zenon in seinen Institutiones oratoriae und unterschied ebenfalls 13 status. Die Ars Rhetorica des C. Chirius Fortunatianus aus dem 4. Jahrhundert übernahm die Statuslehre des Hermogenes von Tarsos.